# Bouchetia erecta
Bouchetia erecta là loài thực vật có hoa trong họ Cà. Loài này được DC. ex Dunal mô tả khoa học đầu tiên năm 1852.